# Valentín Paz Andrade
Valentín Paz Andrade (Pontevedra, 23 de abril de 1898 - Vigo, 19 de mayo de 1987) fue un jurista, político, empresario, escritor, poeta y periodista galleguista español en lengua gallega y castellana. En el año 2012 se le dedicó el Día de las Letras Gallegas.

## Biografía
Valentín Paz Andrade (a menudo escrito como Valentín Paz-Andrade) nació en el barrio de Socorro de Lérez de la ciudad de Pontevedra (España), el 23 de abril de 1898, hijo de Francisco Paz Cochón, concejal del ayuntamiento de Pontevedra, y Matilde Andrade Tojeiro, quienes después tuvieron tres hijas más: Matilde, Carmen y Castora, que murió muy joven. Su madre falleció teniendo él nueve años, suceso que marcaría la infancia de Valentín.

### Actividad antes de la Guerra Civil

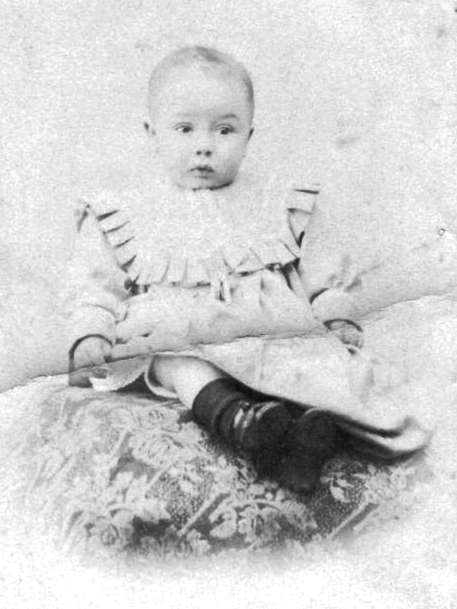
Valentín de niño (c. 1899; fotografía de Francisco Zagala).

Comenzó a interesarse por la literatura y la cultura de Galicia de la mano de su tío, el poeta Juan Bautista Andrade. Fue también él quien le presentó a Castelao, uno de los intelectuales que más influyeron en su obra, cuando este fijó su residencia en Pontevedra, en 1916.
En 1917 comenzó los estudios de Derecho en la Universidad de Santiago de Compostela; obtiene la licenciatura en 1921 y comienza a ejercer la abogacía en la Audiencia de Pontevedra. En esta época comenzó también a colaborar con el diario santiagués Gaceta de Galicia. Simultáneamente fue jefe de redacción del semanario La Provincia de Pontevedra (1917-1922).
Durante su etapa formativa se inició en el movimiento galleguista, de la mano de Castelao, y participa como orador en la II Asamblea Nacionalista (1919) de Santiago de Compostela. Ramón Piñeiro cuenta que Castelao tuvo que organizar un mitin público en el que habían participado estudiantes de la Universidad, para lo cual escogió a Paz Andrade. La consideración que le tenía Castelao puede verse en el apodo de «o Mozo» (el Chico) con el que se refería a él en las tertulias del Café Moderno (Pontevedra), que cambió con el paso del tiempo a «o Berbiquí», por su empecinamiento, y a «o Inmortal», tras sobrevivir a la guerra del Rif y a los atentados sufridos en Vigo y Verín.
Durante esa época también crea y preside el primer grupo galleguista estudiantil en Santiago, el Grupo Galeguista Galego de Estudiantes. Años después presidiría en Vigo el Grupo Autonomista Galego (1930) y militaría en el Partido Galeguista, en el que participó activamente en su fundación en diciembre de 1931.
En 1921, durante la guerra del Rif fue enviado al frente, destinado a Laucien (cerca de Tetuán) y a Chauen, formando parte del Regimiento Murcia de guarnición en Vigo, pero tuvo que ser evacuado a causa de una infección intestinal y, tras un reconocimiento médico en La Coruña, dado por inútil para el servicio militar. Desde el protectorado español de Marruecos envió algunas crónicas para el periódico coruñés El Noroeste. Durante ese tiempo surge la única novela que escribe, Soldado da morte, que dejará inacabada e inédita. En 1978 escribió al intelectual gallego Xosé Núñez Búa: «La novelita a que te refieres no se llegó a imprimir. Solamente mi tío Juan Bautista Andrade, Castelao y Cabanillas leyeron el original, que después dejé olvidado en un cajón.» En 1922 regresa a Galicia.

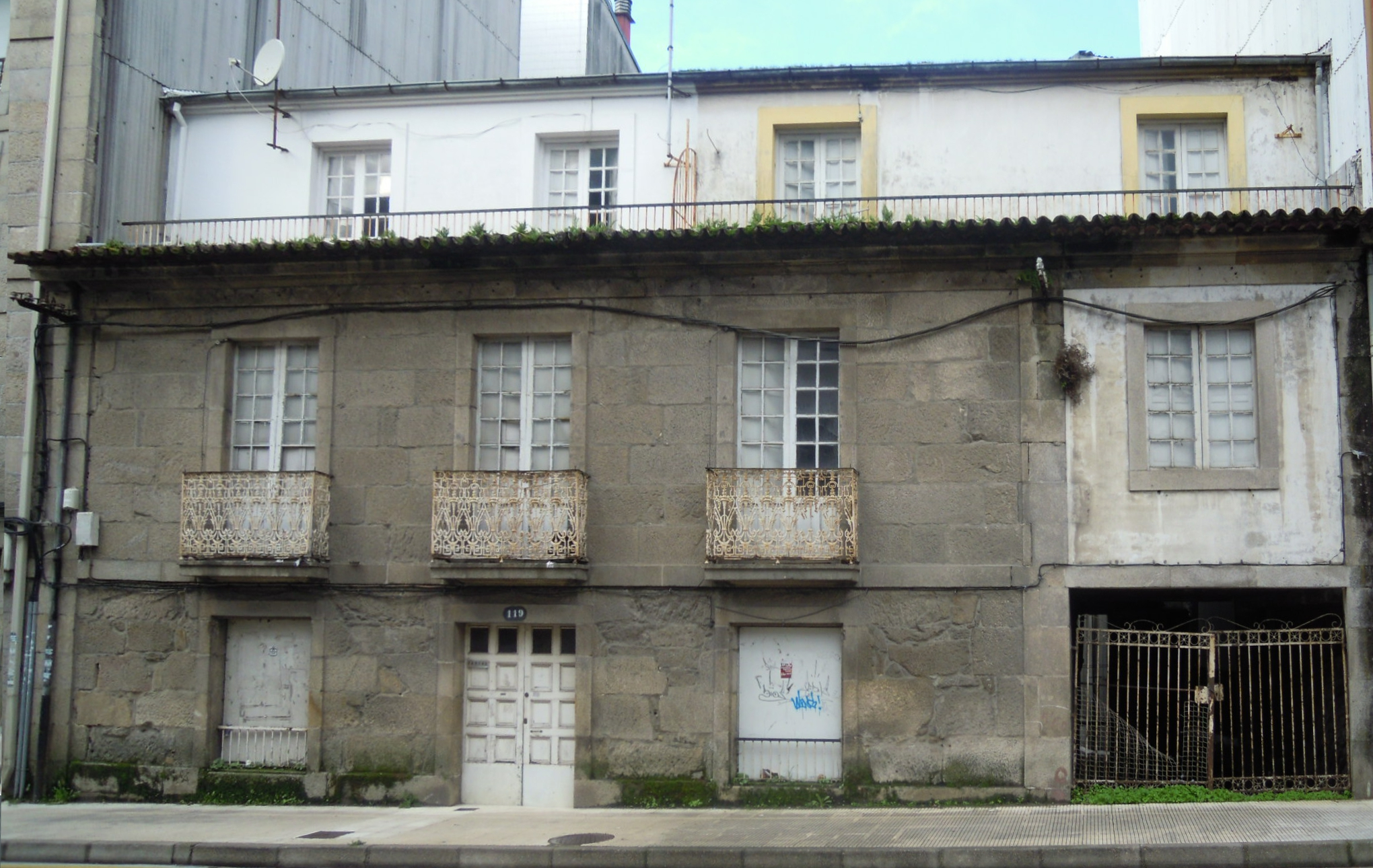
Casa natal en Lérez.

En julio de 1922 nace el periódico Galicia. Diario de Vigo, del que en un primer momento es redactor jefe, y desde el mes de agosto director, hasta su desaparición el 15 de septiembre de 1926, cerrado durante la dictadura de Primo de Rivera. En julio de 1924 fue detenido por la publicación de dos artículos en Galicia, en defensa del puerto de Vigo y la línea ferroviaria a Francia, por los que tuvo que pagar una multa y permanecer en la cárcel quince días. Ese mismo año defiende al periodista José Signo frente a Alejandro Pérez Lugín en un juicio por la paternidad de la novela La Casa de Troya.
En 1925 conoce en Vigo a Valle-Inclán, al que dedicaría un ensayo en 1967.
Desde el otoño de 1926 fija su bufete de abogados en la ciudad olívica, manteniendo sus colaboraciones periodísticas. En 1927 comenzó a escribir en la revista Industrias Pesqueras, de la que fue director desde 1942. Como asesor jurídico de la Sociedad de Armadores de Bouzas conoce los puertos de Bretaña y comienza su acercamiento al mundo del mar y de la pesca. En 1928 publicó Los puertos nacionales de pesca en España. Aportación de Vigo al estudio del problema.
En 1930 funda y preside el Grupo Autonomista Gallego, en Vigo, al tiempo que intensifica su actividad política en pro del galleguismo, de la mano de Castelao, Otero Pedrayo, Ramón Cabanillas y otros. En marzo participa en el Pacto de Lestrove. En ese mismo año, el 3 de septiembre, muere su tío Juan Bautista Andrade. El día 25 del mismo mes es uno de los firmantes del Compromiso de Barrantes.
Fue candidato a las Cortes Constituyentes de 1931, con Castelao y Cabanillas, pero no salió elegido por escaso margen. Colaboró con otros miembros del Seminario de Estudos Galegos en la redacción de un Anteproyeito de Estatuto da Galiza que se presentó en mayo de ese mismo año y publicó diversos artículos políticos en El Pueblo Gallego. En diciembre, en Pontevedra se constituye formalmente el Partido Galeguista, y resulta nominado consejero.
El 22 de noviembre de 1932 fue víctima de un atentado cuando salía, acompañado del empresario Ramiro Isla Couto, de un café en la calle Fermín Galán, hoy Calle del Príncipe, de Vigo. De aquella, Paz Andrade mediaba representando a la patronal en una huelga de marineros del sindicato de Industria Pesquera de Bouzas-Vigo (perteneciente a la CNT) contra los armadores de la industria La Marítima por los buques por parejas. En el atentado recibió cinco disparos de bala, con heridas en el cuello y en un parietal, quedando uno de los proyectiles alojado en una clavícula de por vida. Fue operado en dos ocasiones en el sanatorio Troncoso; fueron acusados de ser los autores materiales los militantes anarcosindicalistas Emilio Costas Fernández y Vicente Vales Lorenzo, directivo del sindicato. Ambos estuvieron presos hasta abril de 1933 y fueron absueltos tras el juicio, estando defendidos por Agustín Ribas e Isidoro Millán Mariño; el juicio tuvo lugar el 14 de noviembre de 1933, y Paz Andrade no asistió, pues estaba en Portugal para recuperarse de las lesiones y para preparar las inminentes elecciones generales.
En los comicios del 19 de noviembre de 1933, Paz Andrade se presentó con Castelao en la lista de Izquierda Republicana. En 1934, cuando con ocasión del bienio negro fueron desterrados —el 23 de noviembre— Castelao a Badajoz y Bóveda a Cádiz, Paz Andrade asumió —con muchas reticencias— la Secretaría Política del Partido Galeguista.

Ti sabes ben que eu non podo nin quixen endexamais furtarme a ningún esforzo pol-a Causa. Menos podería facel-o si ti es quen o recrama, e nun intre como o de agora. Mais compre enfocar as cousas abxetivamente, pola cara da eficacia. E xusgo que nin o Partido lle convén o que propós, nin eu me atopo en situación de encarar esa responsabilidade
Tú sabes bien que yo no puedo ni quise jamás evadirme a ningún esfuerzo por la Causa. Menos podría hacerlo si eres tú quien lo reclama, y en un momento como el actual. Pero es conveniente enfocar las cosas objetivamente, por mor de la eficacia. Y juzgo que ni al Partido le conviene el que propones, ni yo me encuentro en situación de encarar esa responsabilidad.
Carta a Castelao, 3 de diciembre de 1934.

Se volvió a presentar a las elecciones de febrero de 1936, de esta vuelta en las listas de la Candidatura Republicana de Centro de Portela Valladares, pero tampoco resultó elegido.

### Guerra Civil y posguerra
Con el estallido de la guerra civil española ayudó a huir a diversos intelectuales galleguistas como Ramón Martínez López y defendió a otros de las condenas que les fueran impuestas, como Xosé Núñez Búa. Posteriormente, fue desterrado a Verín el 9 de septiembre, donde sufriría un intento de «paseo» por parte de unos falangistas de los que consiguió huir, y luego, en enero de 1937, a Requeixo (Chandreja de Queija). En abril se le autorizó a residir en Castro Caldelas y, días después, en Puebla de Trives. Este tiempo en el destierro hizo surgir en él la necesidad de escribir poesía, y ahí nacieron muchos de los versos que luego formarían parte de Sementeira do vento o de Cen chaves de sombra. Finalmente fue autorizado a salir de su destierro para asistir a una asamblea de armadores en Bilbao pero a la vuelta retornó a Vigo, al ser cancelado el destierro a principios de 1938, para quedar el resto de su vida en esta ciudad. En agosto de 1939 fue detenido de nuevo y desterrado a Villanueva de la Serena (Badajoz).

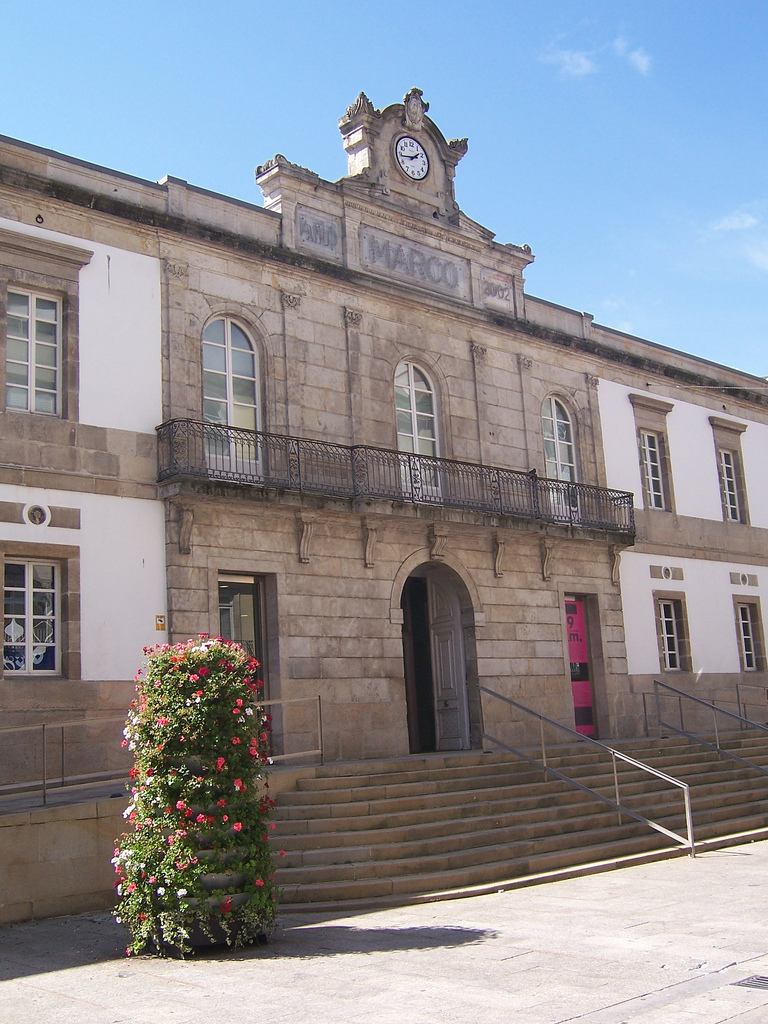
Edificio de la antigua cárcel de Vigo.

Durante su destierro conoció en San Lorenzo de Trives a Pilar Rodríguez de Prada, casi veintidós años más joven que él, con la que casó en Orense el 8 de diciembre de 1939. El 4 de octubre de 1940 nació su único hijo, Alfonso Paz-Andrade.
A partir de 1942 dirigió la revista Industrias Pesqueras. Abogado de prestigio en Vigo, trabajó también como técnico de la FAO, con la que participó en diversos congresos y seminarios, y para la que publicó el primer tratado sobre Principios de economía pesquera (1954); además, fue el primer especialista español propuesto por esta organización para misiones internacionales en Hispanoamérica (Valparaíso, 1952; México, 1954 y Bogotá, 1955).
En esta época siguió colaborando en El Pueblo Gallego y publicó diversos artículos en Faro de Vigo y La Noche, firmados con los seudónimos M., Xan Quinto y Marero (este último para firmar artículos sobre temática pesquera). En 1943, el Delegado Nacional de Prensa insistía así en la prohibición que recaía sobre Paz Andrade respecto al uso de su firma:

En cuanto a la deducción que en dicho escrito se hace de que podrá en otras publicaciones y no en "Industrias Pesqueras" usar su firma, es erróneo ya que la prohibición alcanza evidentemente a todas las publicaciones que dependen de la Delegación Nacional de Prensa y en la actualidad son las que tienen carácter de periódicas
El Delegado Nacional de Prensa al Delegado Provincial de Educación Popular y éste al Delegado Local que, por último, se lo comunica al director de Industrias Pesqueras con fecha 18 de mayo de 1943.

Desde 1945 organizó la tertulia del café Alameda, en Vigo, donde se reunía con intelectuales y artistas como Carlos Maside, Laxeiro, Prego de Oliver, Fernández del Riego y los hermanos Xosé María y Emilio Álvarez Blázquez, entre otros.

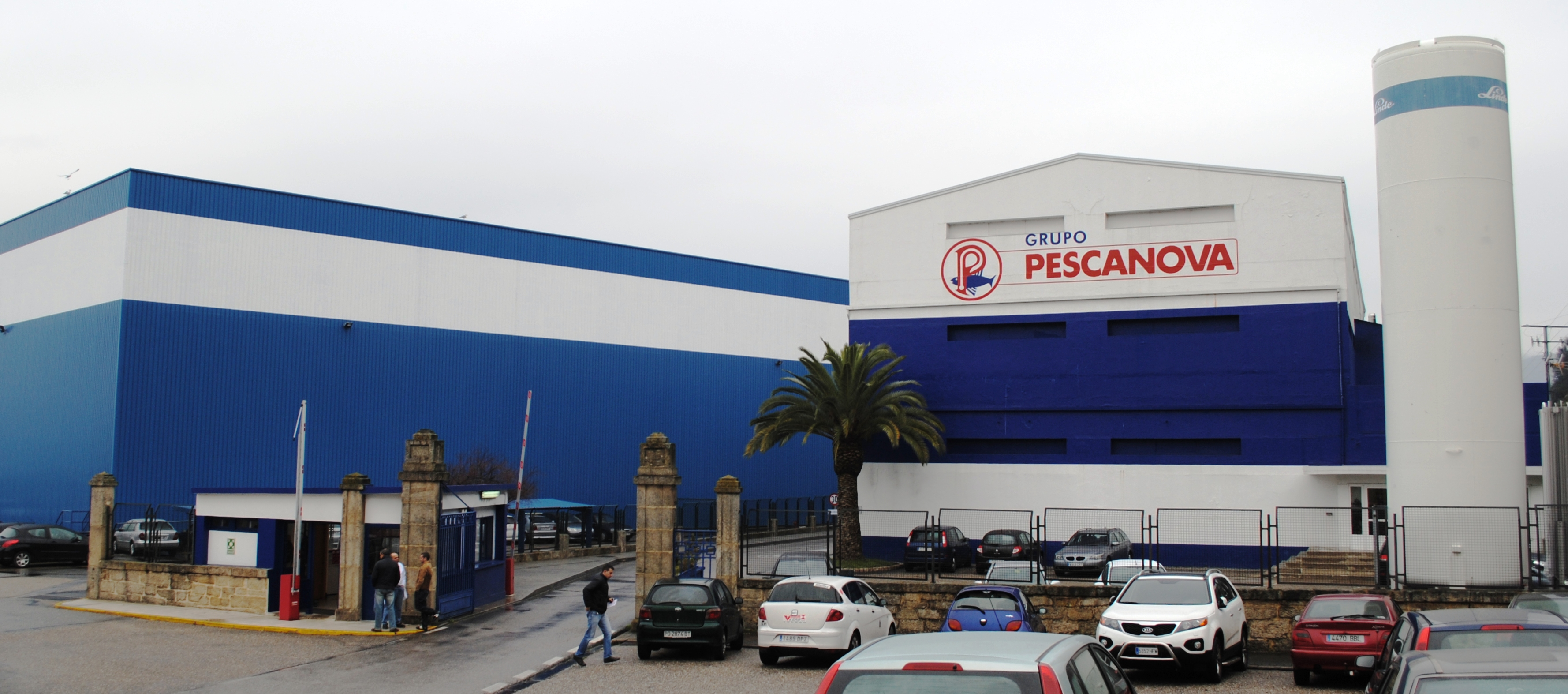
Pescanova está muy ligada al apellido Paz Andrade.

En la revista literaria La Noche publicó el 14 de enero de 1950 un artículo en portada y a cuatro columnas sobre Castelao, quien había muerto una semana antes, bajo el título Castelao, el hombre y el artista.

Durante la séptima noche del año naciente —vértebra dorsal del siglo— han debido doblar a muerto las campanas de todas las iglesias de Galicia. Campanas marineras de Rianxo. Graves campanas de Compostela. Líricas campanas de Bastavales, de Anllóns... Sólo el llanto unánime de las torres románicas, lágrimas de bronce sobre faz de piedra, habría expresado con digno acorde y proporcionado acento, en esta ocasión el dolor de la tierra...
Valentín Paz Andrade. Castelao, el hombre y el artista (14/1/1950)
La Noche. Suplemento del sábado de Santiago.

La revista fue expedientada por incumplir con este artículo las normas dictadas por la censura de la época, a través de la Dirección General de Prensa, para el tratamiento que debía dar la prensa a la noticia del deceso, y fue cerrada dos semanas después. Las instrucciones exigían que la noticia se diera en páginas interiores y a una columna, y que sólo se podían elogiar sus cualidades de humorista, literato y caricaturista.
Entre 1955 y 1959 publica tres obras en Buenos Aires: el poemario Pranto matricial (1955) y los ensayos Sistema económico de la pesca en Galicia (1958) y Galicia como tarea (1959); Este último recoge las conferencias dictadas dos años antes en el Centro Gallego de Buenos Aires, y fue calificado por Méndez Ferrín, presidente de la Real Academia Gallega, como «el gran manifiesto político y económico del nacionalismo gallego progresista».
En 1957 fue detenido y encarcelado, de nuevo por la publicación de un artículo; en esta ocasión con motivo de un escrito aparecido en Industrias Pesqueras en el que se criticaba al comandante militar de la Marina de Vigo.

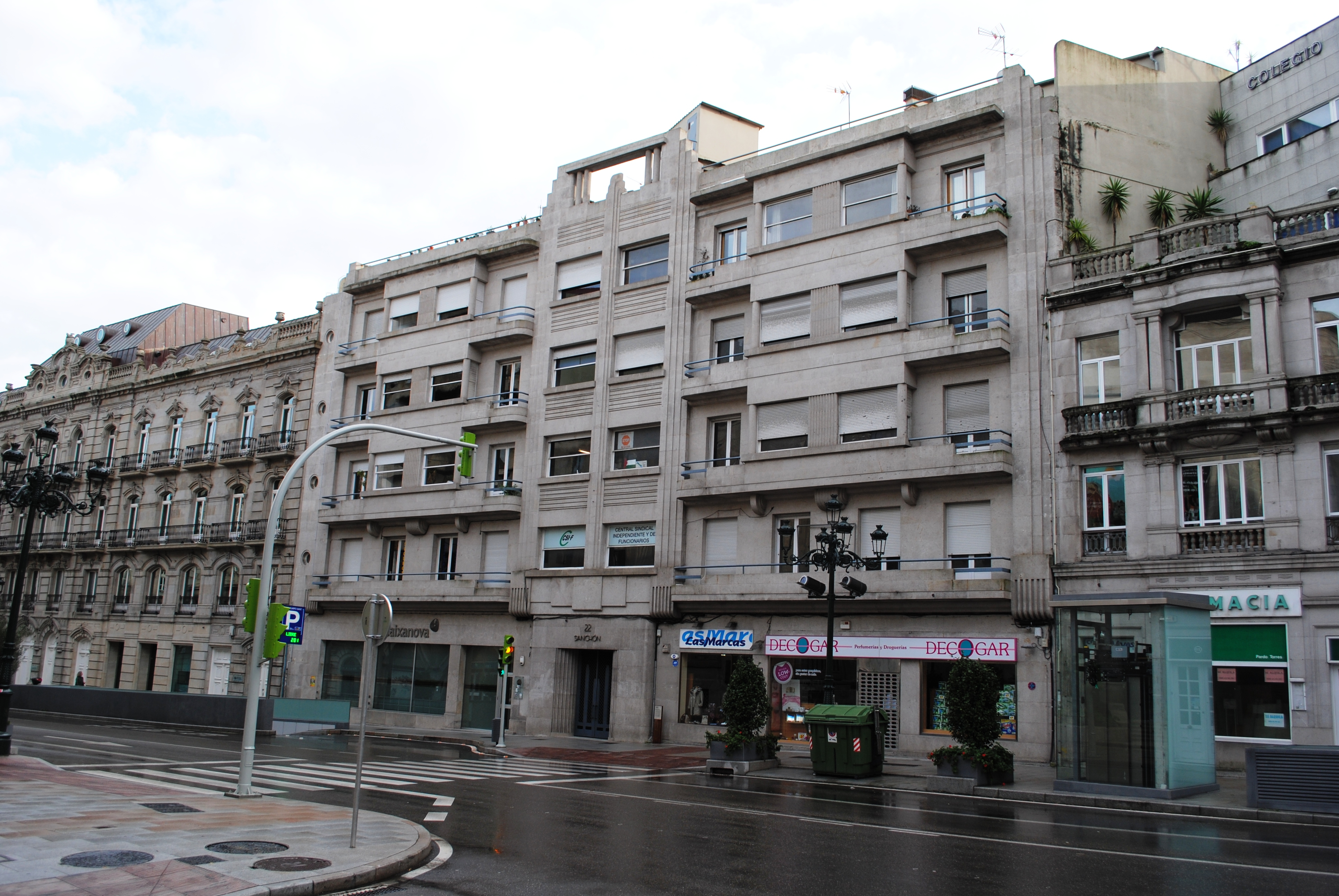
El tercer piso del edificio Sanchón fue la sede del bufete de Paz Andrade.

En 1959 participa en un ambicioso proyecto empresarial para la creación de una refinería de petróleo en Vigo, Petrogasa, que finalmente no sería autorizada debido a la oposición del ingeniero Juan Antonio Suanzes. Este proyecto estaba apoyado económicamente por Manuel Cordo Boullosa, que pensaba destinar el 60% de los beneficios a crear «una fundación para ayudar a la mejora cultural y social de Galicia». Fue uno de los impulsores del grupo industrial Pescanova, que convirtió en la primera compañía armadora europea de buques congeladores, y de la que fue vicepresidente (1960). No cuajó otro proyecto en el que también participó en 1963: la creación de un Banco Industrial de Galicia.
El 23 de diciembre de 1961 sufrió un atropello en su parroquia natal, que le hizo estar seis meses postrado. Le causó la rotura de las piernas, heridas en las clavículas y una vértebra, y cuarenta y ocho puntos de sutura en la cara.
El 7 de junio de 1964 fue nombrado miembro numerario de la Real Academia Gallega, a propuesta de Otero Pedrayo, García-Sabell, Fernández del Riego, Xesús Ferro y Vales Villamarín, aunque no leyó el discurso de ingreso hasta el 11 de febrero de 1978, bajo el título A galecidade na obra de Guimarães Rosa, respondido por Cunqueiro.
En agosto de 1970 sufre una embolia cerebral de la que se recupera no sin dificultades. En 1973 se crea en Vigo la World Fishing Exhibition (Exposición Mundial de la Pesca), de la que actúa como gerente.

### Restauración democrática
Con el retorno de la democracia volvió al mundo de la política. En los años setenta fue crítico con la adopción del sistema de las 200 millas náuticas, que consideraba muy perjudicial para los intereses de Galicia. En 1975 formó parte de la Xunta Democrática y, cuando recibe en ese año el premio «Pedrón de Oro», incluye en el discurso de aceptación la reivindicación de la democracia y de la autonomía. En 1976 fue nombrado en representación de Galicia, como independiente, en la Comisión Negociadora de la Oposición (formada para negociar con el gobierno de Adolfo Suárez los pasos a dar para la transición democrática) hasta su disolución en 1977, y de la Plataforma de Organizaciones Democráticas, que agrupó a la mayoría de las fuerzas en la oposición en España, formada en octubre de 1976 con motivo del proceso de reforma política. Fue elegido senador por Pontevedra por la Candidatura Democrática Gallega en las Cortes Constituyentes (1977-1978), en la que se presentó junto a Fernández del Riego y Fernando Alonso Amat.

Si las elecciones no hubieran sido manipuladas por el poder y desde Madrid, los tres hubiéramos triunfado pero, en general, la consulta fue desafortunada para Galicia
Carta a Osorio y Tafall, 30 de junio de 1977

En 1979 publicó Cen chaves de sombra, que Lorenzo Varela describió como «poemas de un luchador, de un hombre con coraje a la hora de escribir y a la hora de pelear».
En 1982 publica Castelao na luz e na sombra, completa y detallada biografía de Castelao, «o seu irmán maior» (su hermano mayor), que comenzara a escribir en 1975.

No quise hacer una biografía fría, erudita, acartonada. Yo quise dar un Castelao vivo, como fue, con una línea anecdótica que lo retrata.

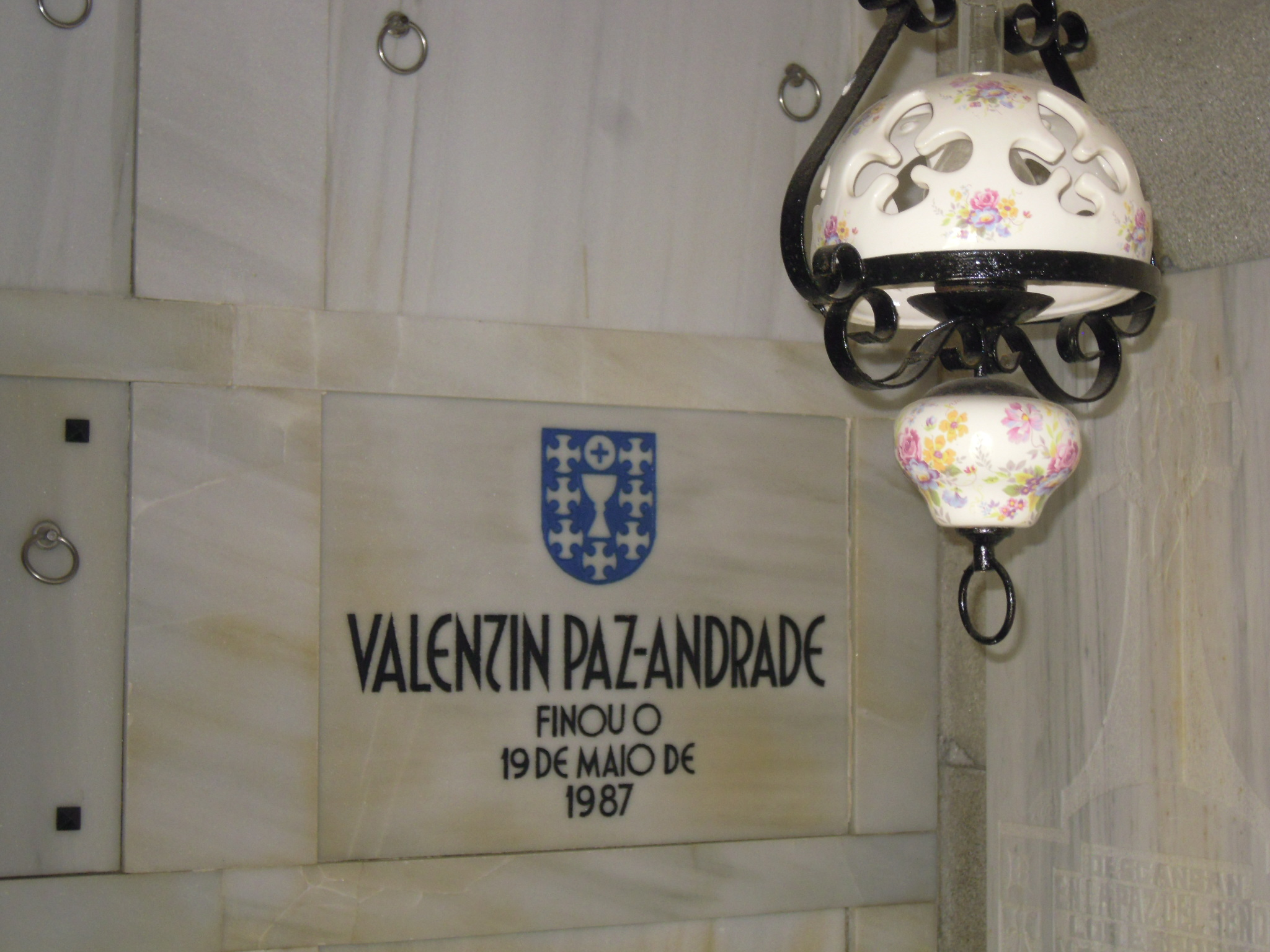
Lápida en el cementerio de Lérez.

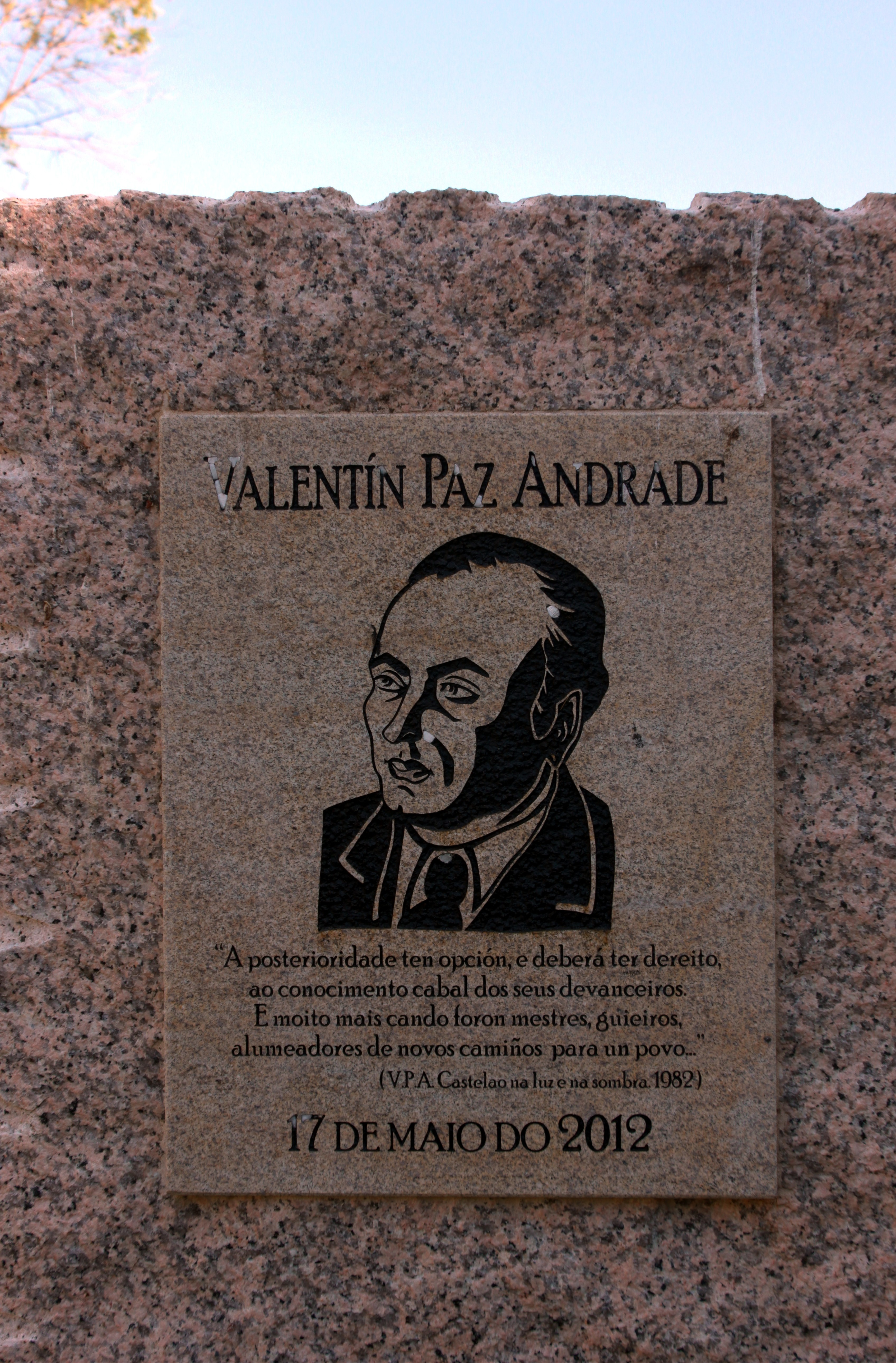
Placa en memoria de Valentín Paz Andrade en Vigo.

En 1985 publicó Galiza lavra a sua imagen y el 5 de diciembre ingresó en la Real Academia Gallega de Ciencias con O home dentro do sabio: Pedro Joseph de Bermés (1770-1824).
En 1986 fue el vicepresidente de la Comissão Galega do Acordo Ortográfico da Língua Portuguesa, que negoció los dos Acordos Ortográficos de este idioma, el de 1986 (conocido también como el de la ortografía simplificada) y el de 1990 (el de ortografía unificada), actualmente en fase de implementación.
El martes 19 de mayo de 1987, a los 89 años de edad, falleció en la clínica Nuestra Señora de Fátima, Vigo, a consecuencia de una dolencia cardiovascular. Fue enterrado en el panteón familiar del cementerio de Lérez (Pontevedra) envuelto en una bandera gallega, como él mismo había dejado establecido.

## Obra
Escribió ensayos literarios, históricos y económicos, en los que reflejó su preocupación por el progreso de Galicia. También escribió varias obras como técnico especializado en temas pesqueros.
Como poeta formó parte de la llamada «Generación de 1925» y en la mayor parte de su obra poética se evidencia una motivación patriótica, como se puede apreciar en Soldado da morte (1921); Pranto matricial (1954), donde evoca la muerte de Castelao y que fue reeditada en 1975 en cinco idiomas; Sementeira do vento (1968), en que canta al paisaje y a la gente gallega, además del exilio y el amor ausente; Cen chaves de sombra (1979) y Cartafol de homenaxe a Ramón Otero Pedrayo (1986), donde incluyó las composiciones dedicadas al autor orensano.
Utilizó la lengua gallega durante toda su vida para la obra poética y narrativa. Para los ensayos utilizó el castellano hasta 1975 (estas obras fueron publicadas en Madrid y Buenos Aires) y el gallego desde entonces. Respecto a los artículos, publicó en castellano los de temas pesqueros y en gallego los de temática literaria y cultural. Defendió el uso del reintegracionismo como norma para el gallego escrito, y lo usó en su último ensayo (Galiza lavra a sua imagen, 1985).
Colaboró en las revistas Grial, O Ensino y Outeiro con artículos sobre literatura, especialmente en torno a la figura de Castelao; y en Industria Conservera, El País y La Vanguardia con artículos económicos y políticos.

### En gallego
Ensayo literario, histórico y económico
- A galecidade na obra de Guimarães Rosa (1978).[N 13]
- Castelao na luz e na sombra (1982).[N 14]
- Galiza lavra a sua imagen (1985).

Poesía
- Pranto matricial (1955).[N 15]
- Canto do pobo disperso (Bogotá, 1955, inédito hasta la publicación en 2012 por parte del Consello da Cultura Galega).[N 16]
- Sementeira do vento (1968).[N 17]
- Cen chaves de sombra (1979).[N 18]
- Cartafol de homenaxe a Ramón Otero Pedrayo (1986).
- Antoloxía (2012).
- Poesía completa (2012).

Narrativa
- Soldado da morte (1921, inacabada e inédita).[7]

Ensayos y artículos
- O legado xornalístico de Valentín Paz-Andrade (1997, La Voz de Galicia).

Obras colectivas
- "A evolución trans-continental da lingua galaico-portuguesa" en O porvir da lingua galega (1968, Círculo das Artes, Lugo), pp. 115-132.[N 19]
- O home dentro do sabio: Pedro Joseph de Bermés (1770-1824), 1985, Real Academia Gallega de Ciencias. Con la respuesta de Enrique Vidal Abascal.
- Epistolario (1997, Edicións do Castro). Edición de Charo Portela Yáñez e Isaac Díaz Pardo.
- "Cruz Gallástegui, na hora e na obra", en Homenaje a Cruz Gallástegui Unamuno. VV. AA. (1985, pp. 171-192).
- Perspectiva e contrapunto da obra de Blanco Amor, 1985, artículo en el número 3, extra dedicado a Eduardo Blanco Amor, de A Nosa Terra.
- Correspondencia de Neira Vilas con Valentín Paz-Andrade e Celso Emilio Ferreiro (2012).

### En castellano
Ensayo literario, histórico y económico
- Galicia como tarea (1959, Buenos Aires).
- La anunciación de Valle-Inclán (1967, Buenos Aires).[N 20]
- La marginación de Galicia (1970).

Sobre temas pesqueros
- Los puertos nacionales de pesca en España. Aportación de Vigo al estudio del problema (1928, Unión de Entidades Viguesas).
- Principios de economía pesquera (FAO, Santiago de Chile, 1954).[N 21]
- Producción y fluctuación de las pesquerías (1954, Unesa).
- Sistema económico de la pesca en Galicia (1958, Buenos Aires).
- Los derechos sobre el espacio marítimo (1960).
- El capital como factor del desarrollo de Galicia (1970).
- El concepto de zona económica en el nuevo Derecho del Mar (1974).

Colectiva
- Xosé Ramón Barreiro, F. Díaz-Fierros y otros, Los Gallegos (1976) La sociedad y la economía, 1975, pp. 45-93.
- Sánchez Dragó y otros, Finisterre. Sobre viajes, travesías, navegaciones y naufragios (1984), La rosa y la huella del viaje gallego, pp. 195-214.

Ediciones y estudios
- Ensayo de una historia de los peces y otras producciones marinas de la costa de Galicia, de José Cornide; estudio preliminar. Facsímile (1983).

## Premios y distinciones

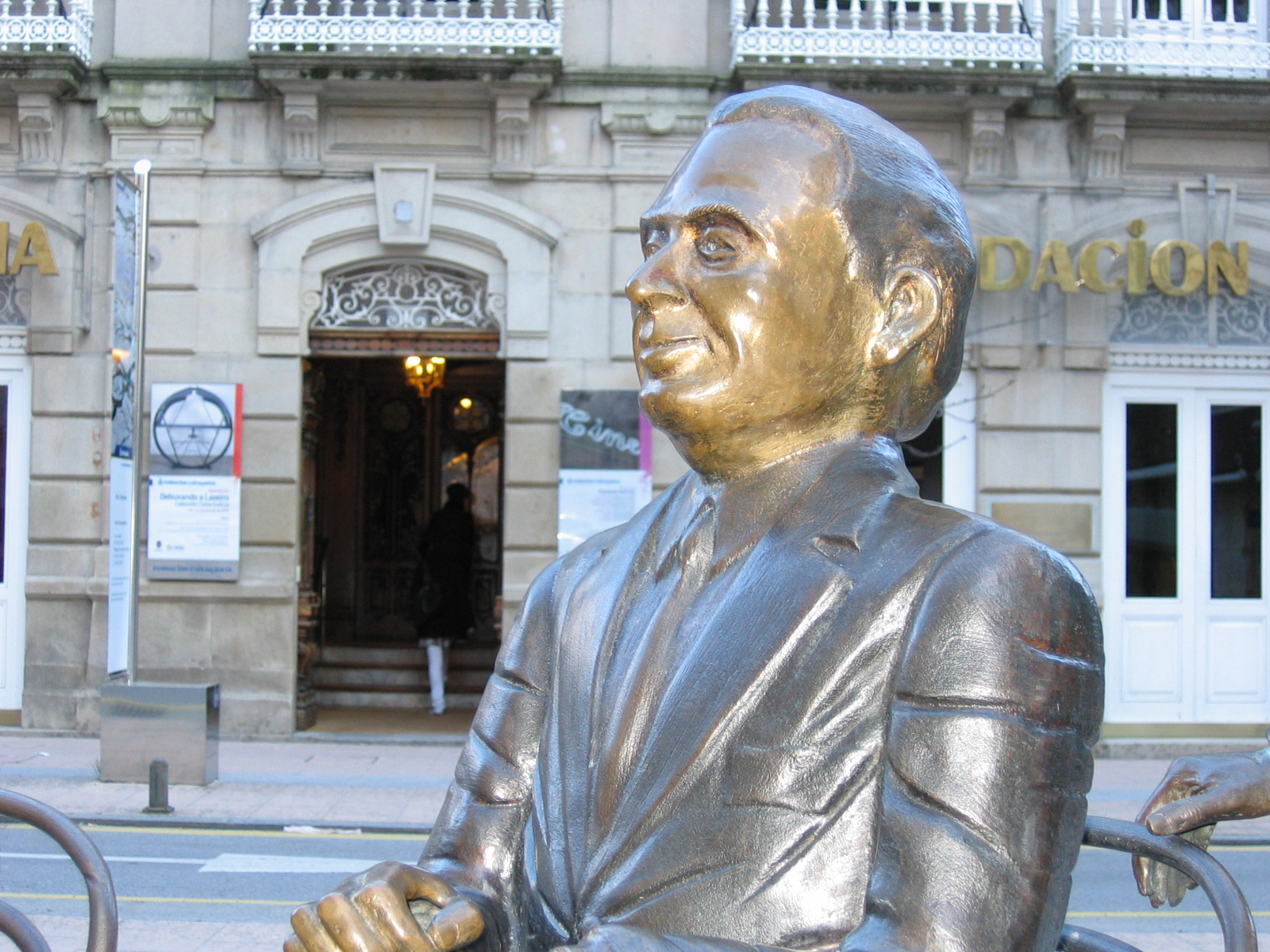
Escultura de Paz Andrade en la plaza de San José, Pontevedra.

Fue nombrado miembro de la Real Academia Gallega (1964) y de la Real Academia Gallega de Ciencias (1985), y galardonado con el Menhir de Oro (1975), la Cruz de San Raimundo de Peñafort (1978), la Medalla de la Ciudad de Pontevedra (1979), la Medalla Castelao (1984), la Medalla al Mérito Social Marítimo (1984), la Medalla de Oro de la Ciudad de Vigo (1986) y el Premio Trasalba de la Fundación Otero Pedrayo (1986).
Llevan su nombre el primer buque escuela del Servicio de Guardacostas de Galicia, una calle en Lérez, un paseo de Bouzas y un centro integrado de formación profesional en Meixoeiro, Vigo.
Por acuerdo del pleno del 4 de junio de 2011 de la Real Academia Gallega, fue escogido para ser el homenajeado en el Día de las Letras Gallegas del año 2012.